# Crazy Crazy Nights
„Crazy Crazy Nights“ je píseň americké rockové skupiny Kiss vydaná na albu Crazy Nights. Píseň napsali Paul Stanley a Adam Mitchell. Píseň byla hrána na koncertech až do smrti Erica Carra v roce 1991. Na naléhání fanoušků se song vrátil na plylist v roce 2010 na Sonic Boom Over Europe Tour.

## Sestava
- Paul Stanley – zpěv, rytmická kytara
- Gene Simmons – zpěv, basová kytara
- Bruce Kulick – sólová kytara
- Eric Carr – zpěv, bicí, perkuse